# Lesego Rampolokeng

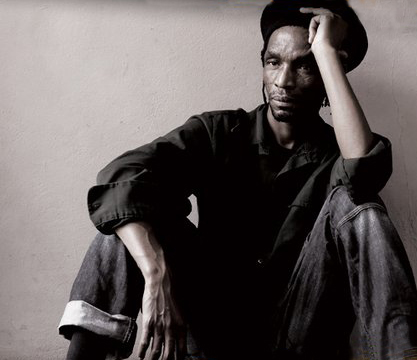
Lesego Rampolokeng.

Lesego Rampolokeng, född 1965 i Soweto, är en sydafrikansk lyriker, författare och dramatiker.
Han började studera juridik vid universitetet, avbröt studierna, bildade familj och jobbade på börsen i Johannesburg men slutade efter en kort tid. I stället började han leva som en sydafrikansk rappare och spokenword-poet, djupt engagerad i den politiska rörelsen Black Consciousness Movement (BCM) i kampen mot apartheidsystemet.
På frågan om han betraktade poesin som en frizon svarade Rampolokeng en gång: ”Frihet? För mig är poesi ett meningslöst sisyfosarbete. Jag vet att allt jag försöker hantera är mycket större än jag någonsin skulle kunna vara. Men kanske är det omöjliga i uppgiften just det som driver och lockar mig.”
Han började tidigt iaktta allt, samla intryck från gatorna i Soweto, lyssna på musik från Karibien, läsa Apollinaire, Pasolini, Artaud, tolka orden och forma dem till sitt eget poetiska uttryck. Han gisslar maktmissbruk, uppblåsthet och tror på ordets makt att ruska om samhällets grundvalar. Eller som kulturjournalisten Carita Backström uttryckt det: ”Att läsa honom är att gå in i ett ordskap, som man går in i ett landskap. Oskadd kommer man inte ur det.”